# (100695) 1997 YK11
(100695) 1997 YK11 es un asteroide perteneciente al cinturón de asteroides descubierto el 28 de diciembre de 1997 por Warren Offutt desde el Observatorio W & B, Cloudcroft (Nuevo México), Estados Unidos.

## Designación y nombre
Designado provisionalmente como 1997 YK11.

## Características orbitales
1997 YK11 está situado a una distancia media del Sol de 2,242 ua, pudiendo alejarse hasta 2,350 ua y acercarse hasta 2,134 ua. Su excentricidad es 0,048 y la inclinación orbital 7,383 grados. Emplea 1226,66 días en completar una órbita alrededor del Sol.

## Características físicas
La magnitud absoluta de 1997 YK11 es 16,5. 